# ای‌آرای اروگوئه
ای‌آرای اروگوئه (به انگلیسی: ARA Uruguay) یک کشتی بود که طول آن ۴۶٫۳۶ متر (۱۵۲٫۱ فوت) بود. این کشتی در سال ۱۸۷۴ ساخته شد.